# Eosinofil granulomatos med polyangit
Eosinofil granulomatos med polyangit (EGPA) eller Churg-Strauss syndrom, eller  är en autoimmun vaskulitsjukdom, vilket betyder kärlinflammation. Sjukdomen kännetecknas av inflammation och med tiden nekros i och omkring små blodkärl, främst i lungorna där den orsakar allvarlig astma, men kan även påverka andra organ, inklusive övre luftvägar, hud, kring perifera nerver, hjärta, magsäck, tarmar och njurar.
Syndromet beskrevs första gången 1951 av de amerikanska läkarna Jacob Churg (1910–2005) och Lotte Strauss (1913–1985) vid Mount Sinai Hospital i New York. Ungefär en personer per miljon tros insjukna i sjukdomen varje år i Europa, och sjukdomen finns hos fem till sex personer per miljon. Det är vanligast att insjukna i sjukdomen vid 45-50 års ålder, men den förekommer i alla åldrar. 
Inflammationen i blodkärlen leder till försämrad cirkulation, vilket ger skador i drabbade organ. Skador på vävnaderna kommer också från den typ av vita blodkroppar, eosinofila granulocyter, som dominerar vid inflammationen, och som gett sjukdomen sitt alternativa namn. Beroende på vilka blodkärl och organ som drabbas kan sjukdomen yttra sig något olika. Vanliga symptom är först hösnuva och astma, i ett andra skede feber och mag- och tarmproblem med viktnedgång, och i ett tredje skede eksem, allvarligare mag- och tarmproblem, hjärtproblem som hjärtrytmrubbningar samt blod i urinen.
Churg–Strauss syndrom behandlas vanligen med kortison. Vid allvarlig sjukdom kan cellhämmare användas, som cyklofosfamid.